# Ensjön, Hälsingland
Ensjön är en sjö i Ånge kommun i Hälsingland och ingår i Ljusnans huvudavrinningsområde. Sjön är 15,2 meter djup, har en yta på 0,501 kvadratkilometer och är belägen 329,4 meter över havet. Sjön avvattnas av vattendraget Ensjöbäcken.

## Delavrinningsområde
Ensjön ingår i det delavrinningsområde (690932-147813) som SMHI kallar för Namn saknas. Medelhöjden är 379 meter över havet och ytan är 21,85 kvadratkilometer. Det finns inga avrinningsområden uppströms utan avrinningsområdet är högsta punkten. Ensjöbäcken som avvattnar avrinningsområdet har biflödesordning 3, vilket innebär att vattnet flödar genom totalt 3 vattendrag innan det når havet efter 194 kilometer. Avrinningsområdet består mestadels av skog (87 procent). Avrinningsområdet har 0,48 kvadratkilometer vattenytor vilket ger det en sjöprocent på 2,2 procent.